# Gušteri
Gušteri (cyr. Гуштери) – wieś w Bośni i Hercegowinie, w Republice Serbskiej, w mieście Zvornik. W 2013 roku liczyła 43 mieszkańców.